# Reed Smoot
Reed Smoot (Salt Lake City, 1862. január 10. – Saint Petersburg, 1941. február 9.) az Amerikai Egyesült Államok szenátora (Utah, 1903–1933).